# Грязеве
Грязеве — колишнє село в Україні. Розташоване в Овруцькому районі Житомирської області. Підпорядковувалось Переїздівській сільській раді. Населення 1981 року становило 70 осіб. Виселено через радіоактивне забруднення внаслідок аварії на ЧАЕС. Зняте з обліку 1995 року.